# Kankalaba
Pour le département et la commune rurale, voir Kankalaba (département).
Kankalaba est une localité située dans le département de Kankalaba, dont elle est le chef-lieu, de la province de la Léraba dans la région des Cascades au Burkina Faso.

## Éducation et santé
Kankalaba accueille un centre de santé et de promotion sociale (CSPS).